# Kyriákos Gerontópoulos
Kyriákos Gerontópoulos (grec moderne : Κυριάκος Γεροντόπουλος), ou Kyriákos Yerontópoulos, né le 5 mars 1956 à Alexandroúpoli, est un homme politique grec. Il est député européen.